# Riu de Comapedrosa
De Riu de Comapedrosa (tot 2010 Riu de Coma Pedrosa) is een rivier bij Arinsal in de Andorrese parochie La Massana. De rivier is de benedenloop van de Riu de l'Estany Negre, die smeltwater van de Pic de Comapedrosa (2943 m) vervoert en even ten westen van de schuilhut Cabana de Comapedrosa (2213 m) nogal aanzwelt door de watertoevoer van twee kleinere riviertjes. Vanaf hier stroomt de rivier oostelijk tot zij met de Riu del Pla de l'Estany samenvloeit en zo de Riu Pollós vormt — dit punt wordt Aiguës Juntes ('samengevoegde wateren') genoemd. In Arinsal vloeit de Riu Pollós op haar beurt samen met de Riu de Comallemple, zo ontstaat de Riu d'Arinsal.
De Riu de Comapedrosa wordt verder gevoed door de Canals de l'Alt en de bronnen Font de la Jubanya en Font del Fenoll. Ook het meertje Estany de les Truites (2263 m) voert water aan via een kleine zijrivier.

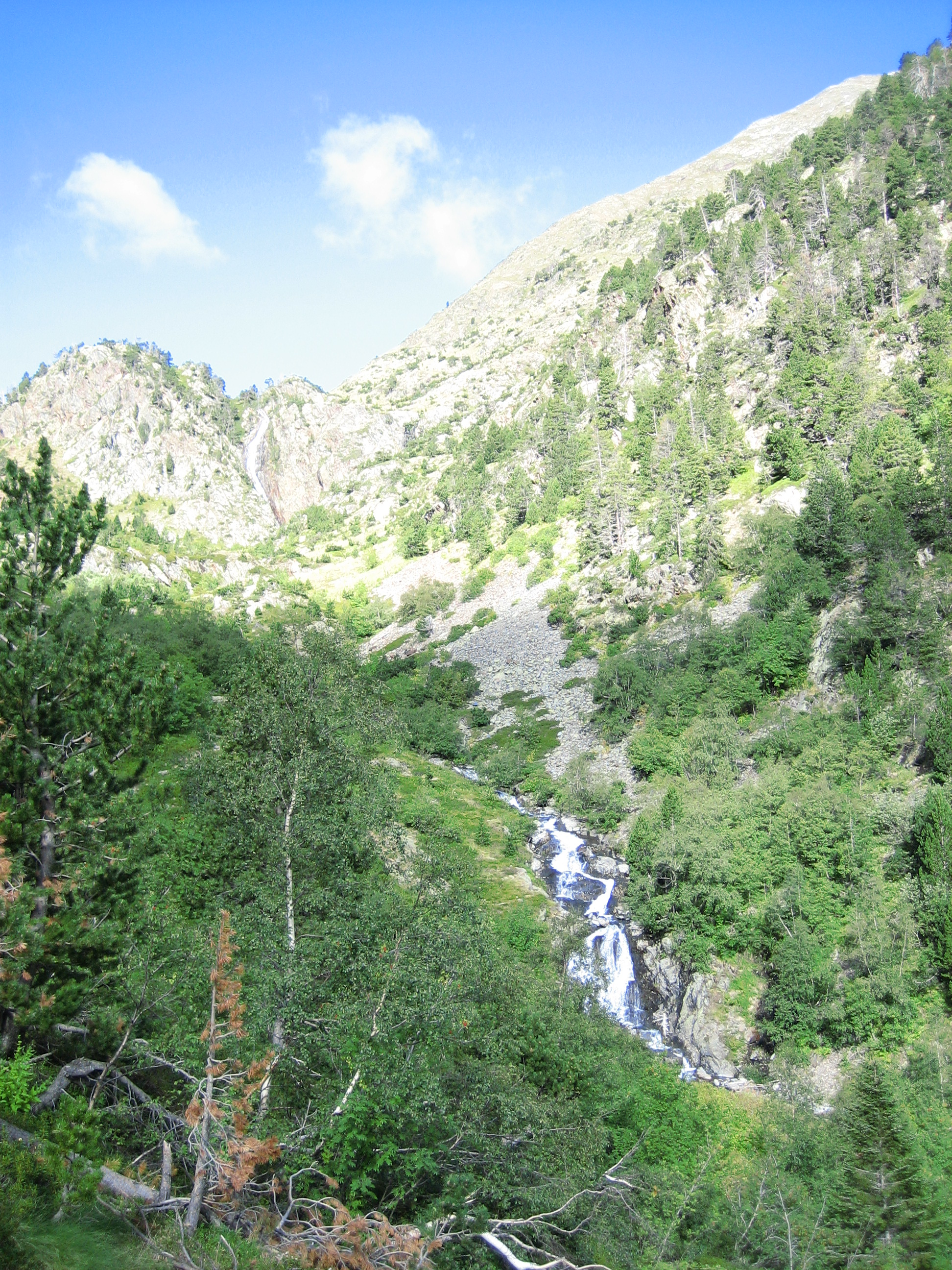
Stroomversnelling

## Naam
In oktober 2010 werd de naam Pic de Coma Pedrosa officieel veranderd in Pic de Comapedrosa, en alle afgeleide toponiemen volgden dit voorbeeld. Deze wijziging werd toegelicht in de Nomenclàtor d'Andorra, een toponiemenlijst van de Andorrese overheid.

## Omgeving
Het GR11-wandelpad, dat Arinsal-centrum met het Comapedrosamassief en de Spaanse grens verbindt, volgt ruwweg het verloop van de rivier. Langs dit pad ligt op een steenworp zuidoostelijk van de Cabana de berghut Refugi de Comapedrosa (2267 m) aan het Estany de les Truites.

## Afwatering
Riu de Comapedrosa → Riu Pollós → Riu d'Arinsal → Valira del Nord → Valira → Segre → Ebro → Middellandse Zee

Allau del Mas · Barranc de la Font Antiga · Barranc del Carcabanyat · Barranc del Clot de les Deveses · Barranc del Llempo · Canal Carnissera · Canal de Cantallops · Canal de la Castelleta · Canal de la Costa de l'Avier · Canal de la Font · Canal de la Font de Gambada · Canal de la Font de l'Angleveta · Canal de la Font del Boix · Canal de la Font del Llop · Canal de la Llosa · Canal de l'Alt (Arinsal) · Canal de l'Alt (Sispony) · Canal de la Mata · Canal de la Peça Rodona · Canal de la Pixistella · Canal de l'Avet · Canal de la Vinya · Canal del Bosc de Coma · Canal del Coll de les Cases · Canal del Coll de Turer · Canal del Corb · Canal del Cortal Vell · Canal de les Boïgues · Canal de les Casasses · Canal de les Claperes · Canal de les Codelles · Canal de les Fijoles · Canal de les Llongues · Canal de les Obagues · Canal de les Veces · Canal de l'Isard · Canal del Jou · Canal del Lloset · Canal de l'Obaga de l'Óssa · Canal del Port · Canal del Port Vell · Canal dels Agrels · Canal dels Banys · Canal dels Boïgals · Canal dels Llomassos · Canal del Solà de les Comes · Canal dels Picons · Canal del Teixó · Canal del Terrer Roig · Canal de Maria · Canal de Palomer · Canal de Peseda · Canal de Serrats · Canal Gran (Arinsal) · Canal Gran (Escàs) · Canal Gran Callisa de Palomer · Canal Pregona (Arinsal) · Canal Pregona (Escàs) · Canals de l'Alt · Canals Males · Riu d'Arinsal · Riu de Comallemple · Riu de Comapedrosa · Riu de Font Amagada · Riu de Galliner · Riu de la Bixellosa · Riu de l'Aspra · Riu del Bancal Vedeller · Riu del Cardemeller · Riu del Cubil · Riu de les Claperes · Riu de l'Estany Negre · Riu del Pla de l'Estany · Riu del Port Dret · Riu del Prat del Bosc · Riu dels Cortals · Riu dels Hortons · Riu del Sola · Riu del Solanyó · Riu de Montmantell · Riu de Padern · Riu de Pal · Riu de Serrana · Riu Muntaner · Riu Pollós · Riu Sec · Torrent de la Cauba · Torrent del Ruïder · Torrent dels Càcols · Torrent de Ribassols · Torrent Ribal · Valira del Nord